# Breaza (gmina w okręgu Marusza)
Breaza – gmina w Rumunii, w okręgu Marusza. Obejmuje miejscowości Breaza, Filpișu Mare i Filpișu Mic. W 2011 roku liczyła 2473 mieszkańców.